# I nostri archivi segreti
I nostri archivi segreti (fr. Nos archives secrètes) è una fiction umoristica realizzata in italiano, francese e tedesco dalle reti televisive svizzere: TSI1, TSR1 e SF 1.
I presentatori (Piernando Binaghi per la TSI, Jean-Charles Simon per la TSR e Walter Eggenberger per SF) iniziano così le puntate:
I nostri archivi segreti
Dal settimo piano sotto terra di un bunker situato nei pressi di Palazzo Federale, la nostra équipe vi svelerà, in esclusiva mondiale, diversi incarti tenuti segreti dalle nostre autorità per centinaia di anni. Come vedremo, in questi documenti a lungo tenuti nascosti, c'è di che sovvertire l'intera storia del nostro pianeta.
Finalmente giustizia sarà fatta. I numerosi eroi elvetici dimenticati dalla Storia con la S maiuscola – scienziati, singolari personaggi, precursori visionari - ritroveranno il posto che spetta loro tra i grandi pionieri del nostro paese.»

## Episodi
1. L'hamburgher: Nel marzo del 1935, un orso fugge dalla famosa fossa della capitale elvetica. Attirata dall'odore di carne, la bestia si rifugia nel magazzino del macellaio bernese Wenzel Bonstetten. Tra l'enorme mammifero e il macellaio scoppia una battaglia feroce. Da questo incontro fortuito nascerà una pietanza che conquisterà i gourmet di tutto il pianeta.
2. Monna Lisa: Il ritrovamento di un quadro mancante della parte centrale giustifica il furto, da parte dei servizi segreti elvetici, della Gioconda a Parigi. Questa è infatti la parte che Leonardo da Vinci ha prelevato dall'Autoportrait aux vaches, capolavoro di un'artista svizzera del XV secolo, Lisa Tinto, di cui il genio italiano era innamorato. La mafia italiana interviene sterminando l'équipe che aveva fatto la rivoluzionaria scoperta: solo Monica Tinto discendente dell'artista sopravviverà alla strage. Tempo dopo la Gioconda sarà ritrovata (al dipinto sono state cancellate le sopracciglia che nascondevano la firma dell'autrice); Monica Tinto ossessionata dal quadro continuerà a dipingerne versioni sempre più assurde dando così inizio al movimento Dada.
3. Il rock: Durante la Grande Depressione il nostro paese mette a punto un programma segreto per formare i futuri geni elvetici e rilanciare l'immagine della Svizzera nel mondo. Il ginevrino Guillaume Roch viene rapidamente notato per le sue straordinarie qualità di chitarrista. Inventerà uno stile rivoluzionario che interesserà molto grossi gruppi industriali mondiali e anche un certo Elvis.
4. La minigonna: Nel 1959, il sarto ticinese Alberto Pozzi, costumista sul set de "La Dolce Vita" di Federico Fellini, inventa per caso la minigonna. Questa creazione, benché rivoluzionaria, trascinerà il nostro eroe in una profonda paranoia, e lo spingerà a commettere atti irreparabili.
5. La pillola: All'inizio degli anni cinquanta, la FIFA assegna l'organizzazione dei mondiali di calcio alla Svizzera. Il governo decide di fare tutto il possibile affinché la Nazionale vinca il mondiale. La scienziata basilese Pamela Welermann viene incaricata di mettere a punto una molecola rivoluzionaria per migliorare le performance dei calciatori elvetici.
6. L'aerobica: Nel maggio del 1968, l'ex responsabile della sezione neocastellana del servizio complementare femminile Huguette Musso fonda il gruppuscolo terrorista F.L.T.F. Nella speranza di accelerare la concessione del diritto di voto alle donne del paese, il gruppo mette in atto un rapimento eccellente, la cui notizia farà il giro del mondo intero.
7. La televisione: Nel 1923, Henri e Pascal Senn mettono a punto un apparecchio per la proiezione di luce artificiale, il Projolux, con lo scopo di curare la depressione stagionale che colpisce regolarmente gli abitanti del villaggio vallesano di Tévénaz per il mancato soleggiamento. Una sera, mentre il Projolux sta irradiando tutti i pazienti del paese, sullo schermo fosforescente appare una strana immagine.
8. Il naufragio del Titanic: Nel 1914, l'ispettore zurighese Ulrich Hertner s'imbarca sul Titanic per inseguire un banchiere di Bienne sospettato dell'omicidio di una ballerina. Una rivelazione straordinaria stupirà il funzionario di polizia, e non sarà l'unica sorpresa che lo attende.
9. La conquista dello spazio: Nel 1941, durante la seconda guerra mondiale, l'ingegnere aeronautico lucernese Hans Müller viene rapito dai tedeschi, al fine di aiutarli a conquistare lo spazio in nome del Terzo Reich. Vent'anni dopo, il governo elvetico chiede a Hans di far sparire le tracce di questa poco gloriosa collaborazione.
10. La lampadina: Nel 1876, in seguito ad un terribile incidente con una candela di cui è stato vittima il marito, la contadina friborghese Albertine Claudin cerca di produrre luce sfruttando uno strano fenomeno chiamato elettricità.
11. La traversata dell'atlantico: Nel 1927, Frédeéric Piccard, un aviatore di Vevey, viene a sapere che l'americano Charles Lindberg sta per effettuare la prima trasvolata dell'Atlantico, Frédéric decide allora di realizzare questo exploit prima di Lindberg. Avvertiti delle intenzioni dal pilota elvetico, gli Stati Uniti schierano tutte le loro forze aeree per intercettare il nostro eroe.